# بروس جيلر
بروس جيلر (بالإنجليزية: Bruce Geller)‏ (و. 1930 – 1978 م) هو ممثل، وكاتب سيناريو، وشاعر غنائي، وكاتب أغاني، ومنتج أفلام أمريكي، ولد في نيويورك، توفي في سانتا باربارا، كاليفورنيا، عن عمر يناهز 48 عاماً.

## التعليم
تعلم في جامعة ييل
.

## وصلات خارجية
- بروس جيلر على موقع IMDb (الإنجليزية)
- بروس جيلر على موقع ألو سيني (الفرنسية)
- بروس جيلر على موقع أول موفي (الإنجليزية)
- بروس جيلر على موقع قاعدة بيانات برودواي على الإنترنت (الإنجليزية)
- بروس جيلر على موقع قاعدة بيانات الأفلام السويدية (السويدية)
- بروس جيلر على موقع ديسكوغز (الإنجليزية)
- بروس جيلر على موقع قاعدة بيانات الفيلم (الإنجليزية)
- بروس جيلر على موقع كينوبويسك (الروسية)